# Střední průmyslová škola strojnická Olomouc
Střední průmyslová škola strojnická Olomouc je střední odborná škola, založená roku 1949. Škola sídlí na třídě 17. listopadu v Olomouci a v současné době se zde ve 21 třídách denního studia vyučuje obor strojírenství se třemi specializačními zaměřeními: počítačová podpora konstruování, management jakosti a podnikání v Evropské unii a obor Informační technologie. Při zaměstnání zde lze studovat obor provozní technika. Zřizovatelem školy je Olomoucký kraj. Od roku 2008 má statut fakultní školy Univerzity Palackého.

## Historie

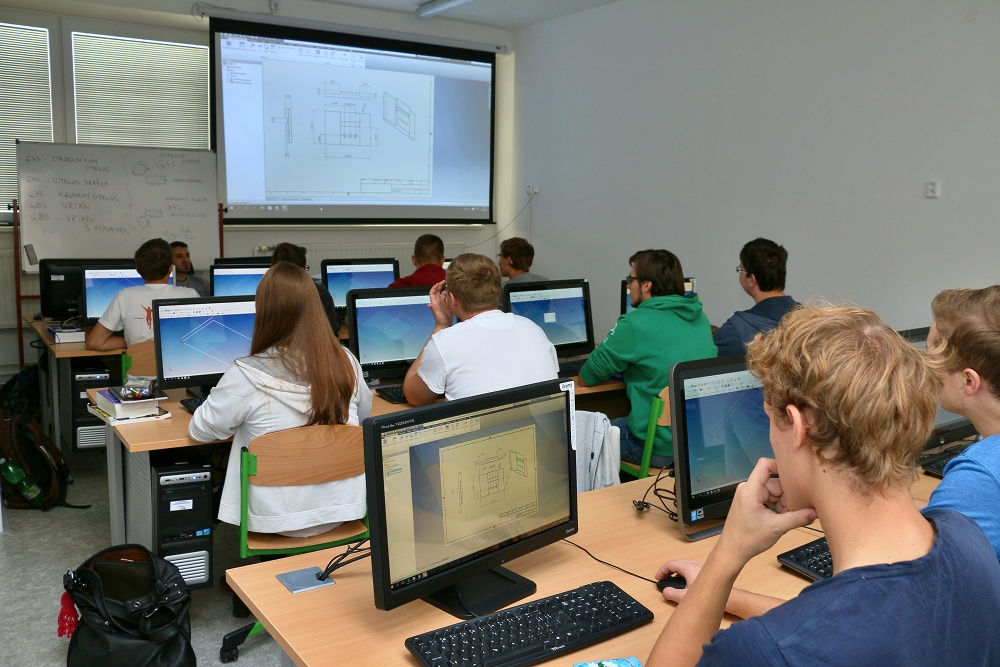
Výuka CAD

Ve čtyřicátých letech 20. století se začal na Olomoucku, tehdy převážně zemědělské oblasti, rozvíjet průmysl těžkého strojírenství. Malé podniky se rozrůstaly a zakládaly se nové, díky čemuž zde vznikla poptávka po středoškolsky vzdělané technické inteligenci.
V roce 1949 tak byla založena 1. průmyslová škola strojnická, která sídlila v budově dnes již zaniklého Polívkova gymnázia. U jejího zrodu stály především podniky TOS a Sigma. Škola měla mimo jiné vzdělávat středně technické kádry všech závodů TOS v českých zemích. Od školního roku 1951/1952 se škola osamostatnila a přestěhovala do dnešní budovy na třídě 17. listopadu. Ve svých počátcích do denního studia přijímala žáky vyučené v některém ze strojírenských podniků nebo po skončení základní vojenské služby. Všichni učitelé, včetně vyučujících všeobecných předmětů, tehdy také museli vykonávat praxi v závodech TOS. Teprve od roku 1952 byli přijímáni též absolventi základních škol, i když zpočátku byli stále promíseni s absolventy učilišť.
Od roku 1952 škola přijímala také studenty do večerního studia při zaměstnání. Výuka některých tříd tohoto studia probíhala mimo vlastní budovu školy v prostorách strojírenských závodů Moravia v Mariánském Údolí a Chronotechna ve Šternberku. Počet večerně a dálkově studujících postupně narůstal a později dokonce velmi znatelně převyšoval počet účastníků denního studia. Ve školním roce 1962/1963 měla škola 26 tříd večerního studia, 5 tříd dálkového studia a 8 tříd denního studia. Poté se však jejich stavy začaly opět snižovat a roku 1982 byla možnost večerního studia při zaměstnání na škole ukončena.
V roce 1982 škola také otevřela první čistě dívčí třídu. Roku 1991 škola získala právní subjektivitu, dívčí třídy byly nadále spojeny s novým oborem strojírenská technická administrativa, naopak jiné do té doby vyučované úzce specializované obory – technologie, konstrukce a provozuschopnost – již nebyly otevřeny. Obor strojírenská technická administrativa se přestal vyučovat roku 2002, takže nadále na škole zůstal již jen univerzální obor strojírenství, dělený na různá zaměření. Studium při zaměstnání bylo obnoveno roku 2007 otevřením oboru provozní technika.

## Aktivity školy
Od roku 2001 je škola členem Asociace středních průmyslových škol České republiky. Roku 2006 se stala členem Autodesk Academia Programu a získala statut Autodesk Academia Partner pro strojírenství, který má garantovat vysokou úroveň výuky CAD technologií na středních a vysokých technicky zaměřených školách. Roku 2008 získala statut fakultní školy Pedagogické fakulty Univerzity Palackého a stala se také členem Sekce na podporu odborného vzdělávání a řemesel Okresní hospodářské komory Olomouc. Škola má též statut Místního centra uznávání a celoživotního učení Olomouckého kraje.

## Budova školy
Budova školy stojí na třídě 17. listopadu poblíž centra města. V jihovýchodním a jihozápadním křídle je ve třech poschodích a suterénu umístěno celkem 23 učeben, mezi nimi 3 učebny odborné, 4 počítačové, 2 multimediální a 3 jazykové. V severovýchodním křídle jsou umístěny dílny, tělocvična a fitcentrum.

## Osobnosti

### Významní pedagogové
- František Mezihorák (na škole v letech 1970–1989) – později děkan Pedagogické fakulty Univerzity Palackého (1991–1997, 2003–2006), senátor Parlamentu České republiky (2002–2006) a nositel Ceny města Olomouce za rok 2005
- Vladimír Žůrek (1972–2007) – člen Jednoty českých matematiků a fyziků (od r. 1964), primárius Stupkova kvarteta (od r. 1981), umělecký vedoucí a koncertní mistr Komorního orchestru Iši Krejčího (1987–1997) a nositel Ceny města Olomouce za rok 2007
- Ladislav Řoutil (od roku 1980) – bývalý reprezentant ČR ve veslování

### Významní absolventi
- Mario Cartelli – hokejista
- Jiří Černošek – basketbalista
- Ctirad Götz – herec
- Lubomír Holzer – hudebník
- Erik Janiš – pilot Formule 3
- Petra Kamínková – orientační běžkyně
- Radoslav Kováč – fotbalista
- Roman Kubínek – fyzik, člen Jednoty českých matematiků a fyziků, autor učebnic a naučných publikací, předseda Akademického senátu Univerzity Palackého
- Roman Ludva – spisovatel
- Karel Plíhal – folkový a jazzový kytarista, zpěvák a skladatel
- Radek Procházka – hokejista
- Dušan Skácel – výtvarník
- Martin Tesařík – primátor města Olomouce (1998–2006), poslanec Parlamentu České republiky (2006–2009), hejtman Olomouckého kraje (od r. 2008) a senátor Parlamentu České republiky (od r. 2010)